# Хэллфест
«Хэллфест» (англ. Hell Fest, дословный перевод — «Адский фестиваль») — американский фильм ужасов в жанре слэшер, снятый режиссёром Грегори Плоткиным. Главные роли исполнили Эми Форсайт, Рейн Эдвардс, Бекс Тейлор-Клаус, Кристиан Джеймс и Тони Тодд.
В центре сюжета фильма находится группа друзей, которая посещает хэллоуинский фестиваль и оказывается целью серийного убийцы, обитающего там.
Фильм был выпущен в кинопрокат 28 сентября 2018 года компанией Lionsgate, собрал в прокате $18.2 миллионов при бюджете в $5.5 миллионов и получил неоднозначные отзывы со стороны критиков.

## Сюжет
Фильм начинается с того, что маньяк в маске, известный как «Другой», убивает женщину по имени Джоди в передвижном фестивале «Хэллфест» и вешает её труп в лабиринте, чтобы он сливался с декорациями.
Тем временем девушка Натали направляется в «Хэллфест» в преддверии Хэллоуина вместе со своей подругой Брук, её парнем Куинном, соседкой Брук Тейлор, её парнем Ашером и другом Брук, Гэвином, который влюблён в Натали. Дружба Натали и Брук находится в подвешенном состоянии из-за того, что они очень долго не виделись вживую и из-за неприязни Натали к Тейлор. По прибытии на фестиваль девушки сталкиваются с напуганной женщиной по имени Бритни, которая пытается скрыться от «Другого», однако Натали не воспринимает слова женщины всерьёз и указывает ей место для укрытия. Появляется «Другой», который вонзает Бритни нож в грудь и убивает её на глазах у Натали. Натали считает, что убийство выглядит слишком реалистично для фестиваля, но друзья не верят ей. Чуть позже Брук становится свидетелем того, как «Другой» похищает фотографии Натали и Гэвина из фотобудки.
После этого Гэвин ненадолго отделяется от группы и становится следующей жертвой «Другого», который разбивает его голову с помощью огромного молота. Тем временем друзья катаются на карусели, но внезапно аттракцион останавливается. Натали, которая каталась одна, видит, как к её будке приближается мужчина в маске и решает, что это и есть «Другой». Однако выясняется, что это был всего лишь работник фестиваля, а также друзья видят, что сегодня маски носят все работники «Хэллфеста».
Друзья разделяются и «Другой» находит Натали, но ей удаётся сбежать от него. Тогда маньяк настигает Ашера, отделившегося
от остальных, и втыкает ему в глаз шприц, мгновенно убивая его. Группа перегруппировывается, однако «Другой» загоняет Натали в ловушку в кабинке туалета. Девушке удаётся сбежать и добраться до охраны, но охранник не верит ей и считает, что они просто столкнулись с очередным работником фестиваля или посетителем. После этого Натали, Брук и Куинн видят, что Тейлор вызвалась принять участие в конкурсе, в финале которого её должны понарошку обезглавить с помощью гильотины. Натали видит, что палач носит те же ботинки, что и «Другой», и пытается остановить шоу, но её останавливает охрана. Занавес опускается и Тейлор просит «Другого» освободить её, однако он только сильнее привязывает её к гильотине и начинает резать ей шею. Тейлор вырывается и пытается сбежать, однако «Другой» настигает её и исполосовывает ей лицо с помощью ножа на глазах посетителей фестиваля.
Куинн слышит крики Тейлор и спешит на помощь, однако маньяк нападает на него и убивает, нанеся 2 удара ножом. После этого «Другой» загоняет Натали и Брук в лабиринт и собирается убить последнюю, но Натали бьёт его ножом. Внезапно в лабиринт врывается наряд полиции и маньяк сбегает.
В финале показано, как «Другой» возвращается в свой загородный дом и кладёт свою маску и фотографию Натали и Гэвина в шкаф с другими своими масками и трофеями. После этого просыпается маленькая дочка «Другого», которая приветствует своего отца. После этого он дарит ей плюшевого мишку из фестиваля.

## В ролях
| Актёр             | Роль           |
| ----------------- | -------------- |
| Эми Форсайт       | Натали         |
| Рейн Эдвардс      | Брук           |
| Бекс Тейлор-Клаус | Тейлор         |
| Кристиан Джеймс   | Куинн          |
| Мэтт Меркьюрио    | Ашер           |
| Роби Аттал        | Гэвин          |
| Тони Тодд         | зазывала       |
| Стивен Конрой     | «Другой»       |
| Микаэль Турек     | охранник       |
| Кортни Дитц       | Бритни         |
| Эль Грэм          | дочь «Другого» |
| Синтия Меркадо    | Джоди          |
| Сесил Элмор мл.   | полицейский    |
| Аарон Гиллеспи    | работник сцены |

## Производство

### Разработка
Кинокомпания CBS Films обратилась к режиссёру Нилу Маршаллу, чтобы он стал режиссёром «Хэллфеста», так как компания планировала создать из него новую франшизу ужасов, похожую на «Пилу» и «Паранормальное явление». Продюсером была назначена Гейл Энн Хёрд, а съёмки должны были стартовать летом 2012 года. В январе 2012 года сценарист Гари Доберман был нанят для доработки чернового варианта сценария, написанного Уильямом Пеником и Крисом Сеем.
Некоторое время спустя Маршалл покинул проект и его место заняла режиссёр Дженнифер Линч, подписавшая контракт на работу в августе 2016 года, а съёмки были назначены на зиму 2016 года. Однако вскоре Линч также покинула проект и в апреле 2017 года должность режиссёра занял монтажёр Грегори Плоткин, известный по своему фильму «Паранормальное явление 5: Призраки в 3D». Вместе с ним к проекту также присоединились сценаристы Сет М. Шервуд, Блэр Батлер и Акела Купер.

### Съёмки
Съёмки «Хэллфеста» стартовали в конце февраля 2018 года в городе Атланта, штат Джорджия, и в парке развлечений «Six Flags White Water», и были завершены 13 апреля 2018 года.

## Релиз
«Хэллфест» был выпущен в кинотеатрах кинокомпанией Lionsgate 28 сентября 2018 года.
Фильм был выпущен на DVD, Blu-ray и Ultra HD Blu-ray компанией Lionsgate Home Entertainment 8 января 2019 года.

## Реакция

### Кассовые сборы
«Хэллфест» вышел в прокат одновременно с фильмами «Смолфут», «Вечерняя школа» и «Маленькие женщины», и, по прогнозам, в первый уик-энд фильм должен был собрать $5-7 миллинов. В итоге, кассовые сборы в первый уик-энд составили $5.1 миллионов, что позволило «Хэллфесту» занять 6 место по сборам.
Во второй уик-энд кассовые сборы «Хэллфеста» упали на 60 % и составили всего $2.1 миллинов, вследствие чего фильм опустился на 8 место по сборам.
При бюджете в $5.5. миллинов итоговые кассовые сборы «Хэллфеста» составили $18.2 миллионов.

### Критика
На сайте-агрегаторе Rotten Tomatoes фильм получил  среднюю оценку в 42 % на основе 65 рецензий со стороны критиков. Консенсус сайта гласит: «„Хэллфест“ может дать менее требовательным поклонникам ужасов несколько достойных поводов для криков, но он недостаточно умён и страшен, чтобы произвести сильное впечатление».
На сайте Metacritic фильм получил негативную оценку в 26 баллов из 100 на основе 11 рецензий со стороны критиков, что указывает на «в целом неблагоприятные отзывы».
Кит Улич из The Hollywood Reporter дал фильму негативную оценку, сказав: «Всё, что вы видели в „Хэллфесте“, все это вы видели раньше, и даже лучше».
Деннис Харви из Variety дал фильму неоднозначную оценку, сказав: «„Хэллфест“ — это умело снятый фильм-слэшер, который мгновенно забывается из-за отсутствия интереса к персонажам, сюжету и мотивации, не говоря уже об оригинальных идеях».